# Pirata hygrophilus
Pirata hygrophilus este o specie de păianjeni din genul Pirata, familia Lycosidae, descrisă de Tord Tamerlan Teodor Thorell în anul 1872. Conform Catalogue of Life specia Pirata hygrophilus nu are subspecii cunoscute.